# Walter Sisulu
Walter Max Ulyate Sisulu, född 18 maj 1912 i Ngcobo (dåvarande Engcobo), Östra Kapprovinsen, död 5 maj 2003 i Johannesburg, var en sydafrikansk anti-apartheidaktivist och en av pionjärerna inom African National Congress (ANC). Han var gift med Albertina Sisulu, som också hade en framträdande roll i det tidiga ANC:s arbete mot apartheid.